# Stabilimentum

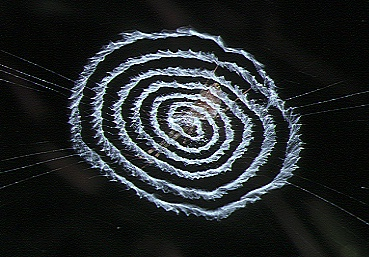
Het stabilimentum van Octonoba yaeyamensis

Stabilimentum is de zijdestructuur die wordt aangebracht in het web van sommige wielwebspinnen. Onder andere Gasteracantha-, Cyclosa- en Argiope-soorten maken deze decoraties.